# Le crabe aux pinces d'or
Plantilla:Infobox pel·lícula
Le crabe aux pinces d'or és una pel·lícula belga en stop-motion estrenada el 1947. Està basada en l'àlbum El cranc de les pinces d'or de Les aventures de Tintín, d'Hergé, i és la primera història d'aquesta sèrie adaptada al cinema.
Només es va projectar dues vegades: la primera, al cinema anglès ABC l'11 de gener del 1947 per a un grup de convidats, i l'altra, en un passi públic el 21 de desembre d'aquell any. Es conserva una còpia del film al Cinematek de Bèlgica.

## Argument
Tintín es troba involucrat en el misteri d'un home ofegat, una llauna de cranc en conserva i un vaixell anomenat Karaboudjan. Després d'investigar l'embarcació, descobreix que les llaunes no contenen cranc, sinó droga. En Tintín acaba sent presoner del vaixell, i l'única persona que el pot rescatar és el capità, l'alcohòlic Haddock, que és l'únic que no està al corrent del tràfic de drogues que la seva tripulació està duent a terme a bord.